# جورامي جميل
جورامي جميل (الاسم العلمي:Luciocephalus pulcher) (بالإنجليزية: Pikehead)‏ هو نوع من الأسماك يتبع جنس جورامي رمحي الرأس من الفصيلة الجورامية.